# Ar'ara
Ar'ara (Arabe : عرعرة; Hébreu : עַרְעָרָה) est une ville arabe située en Israël, dans la région de Wadi Ara dans le district d'Haïfa. Elle est dirigée par un Conseil local depuis 1970. Ar'ara est située au sud de Umm al-Fahm et au nord-ouest de la Ligne verte. Elle fait partie du Triangle.
Selon l'Office central israélien des statistiques, la ville comptait 16 400 habitants en 2005 qui étaient tous musulmans. Le village voisin de 'Ara a fusionné avec la localité en 1985.